# أفلام حفلة الشاطئ

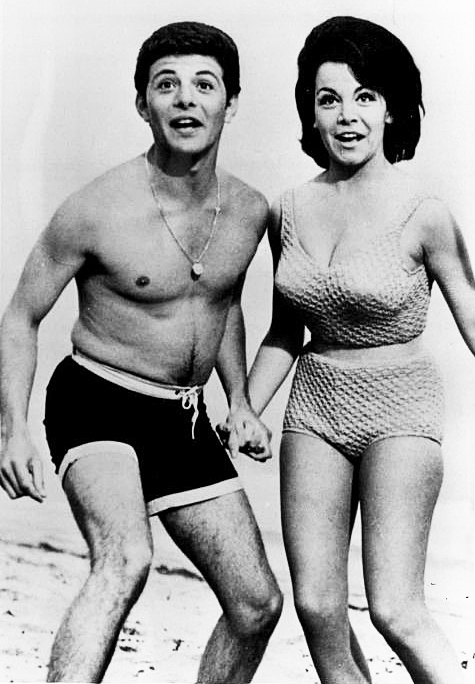

كانت أفلام حفلة الشاطئ نوعًا من الأفلام الأمريكية التي أُنتجت وأُصدرت بين عامي 1963 و1968، من إنتاج شركة أميركان إنترناشونال بيكتشرز، بدء نجاحها المفاجئ في فيلم حفلة الشاطئ في يوليو 1963. نشأ هذا النوع من الأفلام مع عرض هذا الفيلم، بالإضافة إلى أفلام أميركان إنترناشونال بيكتشرز أنتج وأصدر العديد من المساهمات في هذا النوع من قبل استوديوهات كبرى ومستقلة على حد سواء. وفقًا لمصادر مختلفة، يضم هذا النوع أكثر من 30 فيلمًا، وكانت أفلام أميركان إنترناشونال بيكتشرز منخفضة الميزانية هي الأكثر ربحًا.
بشكل عام، تتكون العناصر الأساسية لأفلام أميركان إنترناشونال بيكتشرز الكوميدية من مجموعة من الشخصيات الرئيسية (الأبطال)، والتي تكون في سن المراهقة و/أو عمر الجامعة، وشخصيات بالغة (لا يُقصد بها الأهل) كخصوم، و/أو شخصيات أخرى لدعم كوميديا الفيلم، وحكايات بسيطة وسخيفة تجنبت أي وعي اجتماعي رصين، واتجاهات المراهقين واهتماماتهم (مثل الرقص، وركوب الأمواج، وسباقات الدراجين والسيارات، والموسيقى، وشرب الكحول، وما إلى ذلك)، والأغاني الرومانسية البسيطة الأصلية، والأعمال الموسيقية الموجهة للمراهقين (غالبًا يؤديها الممثلين أنفسهم)، ومواقف على سبيل الهزل.
ركزت الأفلام الأولى من إنتاج أميركان إنترناشونال بيكتشرز، بالإضافة إلى أفلام الاستوديوهات الأخرى، على رياضة ركوب الأمواج وثقافة الشاطئ. على الرغم من أن هذا النوع يسمى «فيلم حفلة الشاطئ»، لا تتضمن العديد من الأفلام التي ظهرت لاحقًا ضمن هذا النوع ركوب الأمواج، أو حتى مشاهد الشاطئ، لكنها احتفظت بمعظم العناصر الأساسية المذكورة أعلاه.

## التسمية
عُثر على أحد أقدم استخدامات المصطلح المطبوع عدة مرات في عدد يونيو 1965 من مجلة ماد في مقال كتبه لاري سيجل. استخدم المعلقون على النوع هذا المصطلح أيضًا. يختلف مصطلح «فيلم حفلة الشاطئ» عن «فيلم ركوب الأمواج»، إذ يشير الأول إلى كوميديا الستينيات، بينما يشير الثاني إلى الأفلام الوثائقية لركوب الأمواج (مثل ذا إندلس سمر، وريدينغ جيانتس)، وهو نوع ما يزال نشطًا. في بعض الأحيان، يشير مصطلح «ركوب الأمواج» إلى فيلم درامي يستخدم ركوب الأمواج كخلفية أو أداة حبكة، مثل فيلم بيغ وينزدي، وبلو كراش.

## إنشاء أميركان إنترناشونال بيكتشرز لهذا النوع

### الأفلام السابقة والإلهام
استُشهد بكل من فيلمَي جيدجيت وجيدجيت غوز هاوايان من إنتاج شركة كولومبيا بيكتشرز لعام 1959 و1961 على التوالي على أنهما كانا مقدمة لهذا النوع. وفي حين بالكاد أوفت عائدات الفيلم الجهد المقدم، كانت قد أنشأت أميركان إنترناشونال بيكتشرز بالفعل نموذجًا أصليًا لأفلام حفلة الشاطئ مع فيلم هوت رود غانغ لعام 1958، وخاصةً مع تكملة فيلم غوست أوف دراغستريب هولو لعام 1959، وكلاهما كتبهما لو روسوفكلا. كلا الفيلمين اللذين كانا يمثلان مقدمة كوميدية للمراهقين، تضمنا صيغة حقيقية ومرغوبة لاتجاه شعبي مقترن بالرومانسية والموسيقى.
بالإضافة إلى ذلك، فإن فيلكم وير ذا بويز آر لعام 1960 من إنتاج شركة مترو غولدن ماير، وبشكل ما فيلم لوف إن غولدفيش بول لعام 1961 من إنتاج شركة باراماونت بيكتشرز، والذي كان شبيه فيلم غيدجيت، هما فيلمان أسسا أسلوب من الحياة الجنسية خفيفة الظل للمراهقين، والتي ستستغلها أميركان إنترناشونال بيكتشرز في أفلام حفلة الشاطئ.
أوضح سام أركوف، وهو منتج في شركة أميركان إنترناشونال بيكتشرز، في سيرته الذاتية «فليينغ ثرو هوليوود باي ذا سيت أوف ماي بانتس» أنه حصل على فكرة أول فيلم من أفلام حفلة الشاطئ من فيلم إيطالي لم يذكر اسمه، صوره هو وزميله المنتج جيم نيكلسون في روما في صيف عام 1962. قال آركوف إنه لا يهتم كثيرًا بالإنتاج الإيطالي لأنه «لا يوجد ما يكفي هناك لدفع المراهقين الأمريكيين على التعاطف معه». لكن الشاطئ مكان رائع لفيلم للمراهقين، ولا مانع من عرض الفتيات فيه بثياب البحر الضيقة. بعد عدة أيام، كُلّف الكاتب لو روسوف الذي كتب كل من هوت رود غانغ وغوست أوف دراغستريب هولو بإجراء بعض الأبحاث على شواطئ جنوب كاليفورنيا وبحلول نهاية الأسبوع، كان روسوف يكتب السيناريو لحفل الشاطئ.

## مساهمات في هذا النوع من استوديوهات أخرى
استطاعت كل الاستوديوهات السبع الكبرى في الستينيات إطلاق فيلم واحد على الأقل سيعتبر لاحقًا جزءًا من أفلام «حفلة الشاطئ»، وسبب ذلك إما الميزانية الكبيرة للإنتاج، أو الطريقة منخفضة الميزانية التي اختاروها للتوزيع. باستثناء غيرل هابي وفور زيس هو ثينك يونغ لم يستطع أي من هذه الاستوديوهات تكرار نجاح شباك التذاكر لأفلام شركة أميركان إنترناشونال بيكتشرز.
بلغ نوع حفلة الشاطئ ذروته في عام 1965 مع إصدار ما لا يقل عن 12 شكل من أشكاله في ذلك العام. (المسلسل الكوميدي التليفزيوني جيدجيت من بطولة سالي فيلد البالغة من العمر 19 عامًا كفتاة راكبة أمواج في كاليفورنيا، وعُرض لأول مرة أيضًا في عام 1965، واستمر لموسم واحد).
على غرار ما فعلته شركة أميركان إنترناشونال بيكتشرز، دٌمجت عناصر أخرى في بعض الأحيان في مزيج من الرعب، والخيال العلمي، والتجسس الساخر، والميلودراما الجامعية، وغيرها، ومع ذلك، على عكس أفلام شركة أميركان إنترناشونال بيكتشرز، لم يكن لأي من تلك الأفلام تتمة.

## نهاية النوع
كان فيلم غوستس إن ذا إنفيزيبل بيكيني لشركة أميركان إنترناشونال بيكتشرز، الذي ظهر على الشاشات في أبريل 1966 فيلمًا فاشلًا في شباك التذاكر، وحولت شركة أميركان إنترناشونال بيكتشرز تركيزها على الفور إلى سباقات السيارات، وهي بدعة كانت في ذروتها في ذلك الوقت. بعد شهرين فقط، أصدروا فيلم فير بول 500 مع أفالون وفونيشيلو وفابيان، وبحلول مارس 1967، كان آخر دخول لهم ثندر ألاي مع فونيشيلو وفابيان. في غضون ذلك، أصدرت شركة باراماونت فيلم سي مون ليتس ليف أ ليتل، وأُصدر فيلمين مستقلين (أُنتجا قبل عامَين) هما بكيني وورلد لشركة ترانس أميريكان، وكاتالينا كابر لشركة كراون إنترناشيونال. قبل صيف عام 1967، أصبحت أفلام راكبي الدراجات الخارجين عن القانون هي النوع الرئيسي، إذ أثبت فيلم ذا وايلد أنجلز لعام 1966 مع بيتر فوندا وبروس ديرن ونانسي سيناترا، الذي شكل مفاجأة من قبل شركة أميركان إنترناشونال بيكتشرز أنها الشركة الرائدة في المجال. سيطرت لشركة أميركان إنترناشونال بيكتشرز على هذا النوع أيضًا، وأصدرت سريعًا الفيلم ديفيلز أنجلز، الذي تلاه فيلم ذا غلوري ستومبرز في عام 1967، وثمانية أفلام أخرى من هذا النوع بين عامي 1968 و1971.

## الميراث
كتب تيم لوكاس، «تحدثت أفلام حفلة الشاطئ اللغة الثقافية السرية في يومهم، مما وفر واجهة هامة لاهتماماتهم في الوقت المناسب مثل موسيقى الروك أند رول، وملابس السباحة الضيقة، وركوب الأمواج، وأفلام ركوب الأمواج الأخرى، ومسلسل جيدجيت، وسباق الدراجين، والدراجات النارية، ومجلة ماد، وإد روث، ومجلة كار تونس، وأقنعة رعب دون بوست، وبالطبع الصور الأمريكية الدولية نفسها.
كتب مات ورشاو في موسوعة ركوب الأمواج، «كانت أفلام الشاطئ الكرتونية تُلعن من قبل راكبي الأمواج في الستينيات، وكان يُسخر منها في الثمانينيات، ثم -بالنسبة للبعض- بدأ الاعتزاز بها في التسعينيات والعقد الأول من القرن الماضي باعتبارها سخيفة ولكن محبوبة».
كتب جون إم ميلر «تمكنت أفلام حفلة الشاطئ وما تلاها في السلسة من تأريخ وقائع لحظة حيوية في الثقافة الشعبية الأمريكية، وأن يكونوا جزءًا من لحظة حيوية بشكل خاص».